# Пітер ван Лінт
Пітер ван Лінт (нід. Pieter van Lint 28 червня, 1609, Антверпен — 25 вересня, 1690, Антверпен) — фламандський художник XVII ст. доби бароко. Створював міфологічні, алегоричні і релігійні картини.

## Життєпис
Народився у місті Антверпен. Художню освіту здобув у рідному місті, його вчителем був Артус Вольфорт (1581—1641). Сам робив численні копії з творів антверпенських художників, особливо з картин Пітера Пауля Рубенса та Мартена де Воса.
1632 року його визнали гідним до приєднання до антверпенської гільдії св. Луки. Серед творів цього періоду картина «Поклоніння пастухів немовляті Христу».

## Італійський період

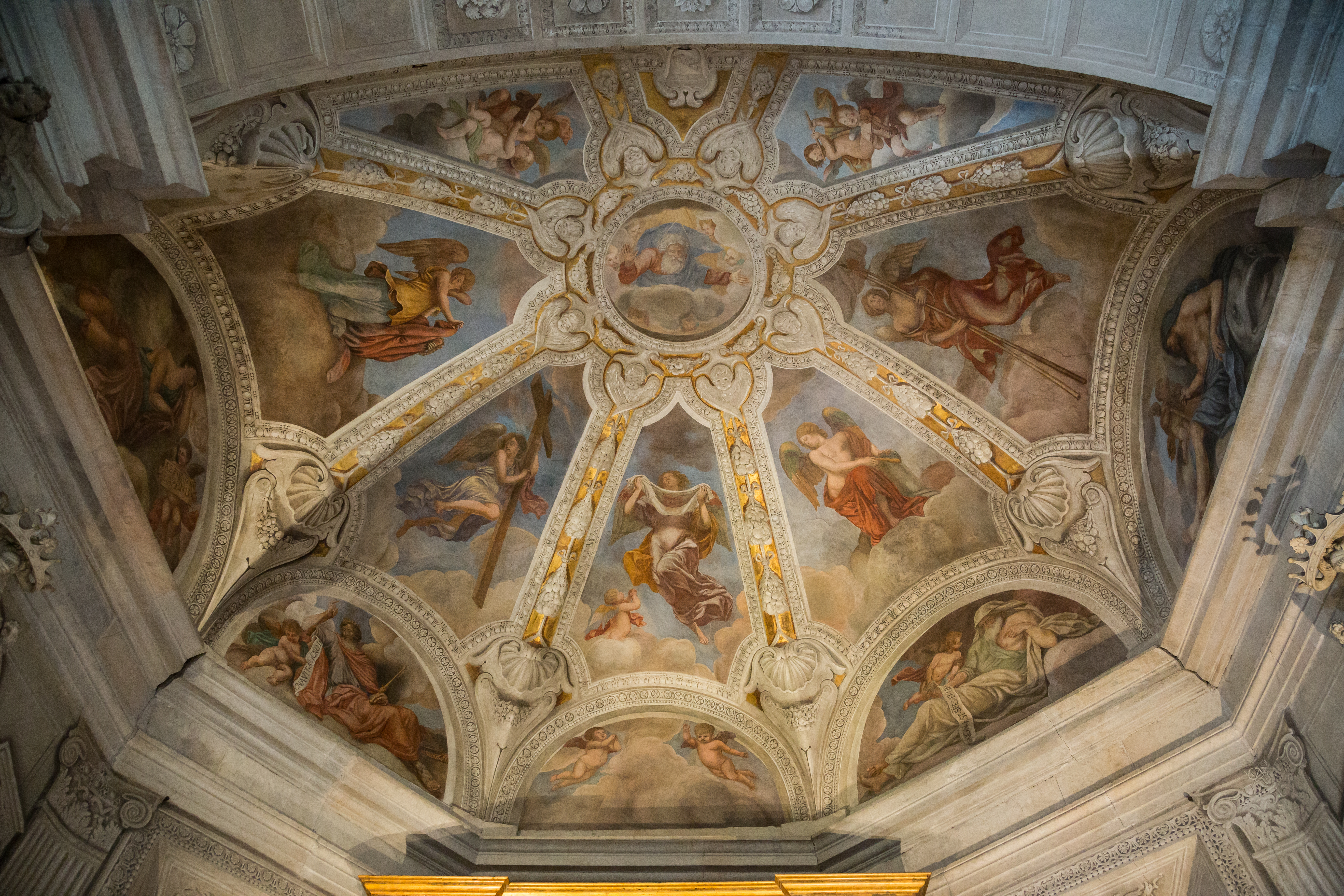
Пітер ван Лінт. Розписи склепіння каплиці Чібо-Содеріні (римська церква Санта Марія дель Пополо).

1633 року він відбув у Рим. Ще у роки перебування у Анверпені його художня манера наблизилась до творів Артюса Вольфорта та Отто ван Веєна. Під час перебування у Римі художник багато вивчав і копіював твори мистецтва, зосереджені у папській столиці. Все це наблизило його твори до творів митців інтернаціонального бароко і до художніх манер італійських майстрів.
Про приєднання до міжнародної стилістики бароко свідчить і запрошення на працю до кардинала Доменіко Джинназі, єпископа в місті Остія. Пітер ван Лінт працював над декоруванням місцевого собору. До римського періоду творчості належить також декор і фрески в каплиці родини Чібо-Содеріні (римська церква Санта Марія дель Пополо). Все це свідчило про опанування історичного живопису (біблійні і міфологічні композиції), котрий теоретики XVII століття оголосили вищим досягненням у живопису. Власною практикою митець доводив, що історичний живопис він опанував.
Але необхідніть заробляти примусила художника звертатись до створення невеликих за розмірами картин з біблійними і побутовими сценами. Малі за розмірами біблійні сцени мали попит серед іспанців і тих, хто відбував у іспанські колонії у Америці. Картини з побутовими сценами нагадували жанр бамбочади, засновником жанру вважають художника Пітера ван Лара.
У пізній період творчості митець працював по замовам релігійних громад, тому в цей період переважали евангельські сюжети.

## Ескізи-картони до килимів
Всі найбільш обдаровані митці Фландрії були залучені до створення ескізів-картонів до майбутніх килимів, провідної галузі декоративно-ужиткового мистецтва краю, що мала експортний характер і приносила помітні прибутки.
Створював ескізи-картони і Пітер ван Лінт. Так, він був автором восьми картонів по замовам ткачів Яна ван Ліфдаля та Герарда ван дер Стрекена з міста Брюссель, де були зосереджені відомі ткацькі майстерні. До створення картонів «Історія Діви Марії», килими котрих збережені у монастирі Потер міста Брюгге, також вважають причетним Пітера ван Лінта.

## Учні
Художник мав сина Хендрік Франс ван Лінт, що став пейзажистом і працюв у Римі. До його учнів також належали Готфрід Мес (Godfried Maes), Карел де лас Куевас (Caerel de las Cuevas), Джованні-Баттіста Феррарі(Jan-Baptista Ferrari).

## Перелік вибраних творів
- «Автопортрет»
- «Поклоніння пастухів немовляті Христу»
- «Прощання апостолів Петра і Павла»
- «Св. Йосип і малюк Христос», Семінарія, Мехелен
- «Христос-підліток серед храмових книжників»
- «Христос і грішниця, захоплена в блуді»
- «Іван Хреститель і св. Варвара перед мадоною з немовлям»
- « Аполлон і Дафна»
- «Сільвіо і Дорінда»
- «Тріумф Юпітера і Купідона»
- «Тріумф богині Церери»
- «Тріумф божка кохання Амура»
- «Св. Єронім»
- «Св. Христофор»
- «Св. Франциск Ассізький»
- «Св. Марія Магдалина»
- « Каяття грішників перед мадонною», Ермітаж, Санкт-Петербург
- «Марія Магдалина в пустелі»
- « Цариця Артемізя з урною попелу царя Мавзола»

## Малюнки Пітера ван Лінта

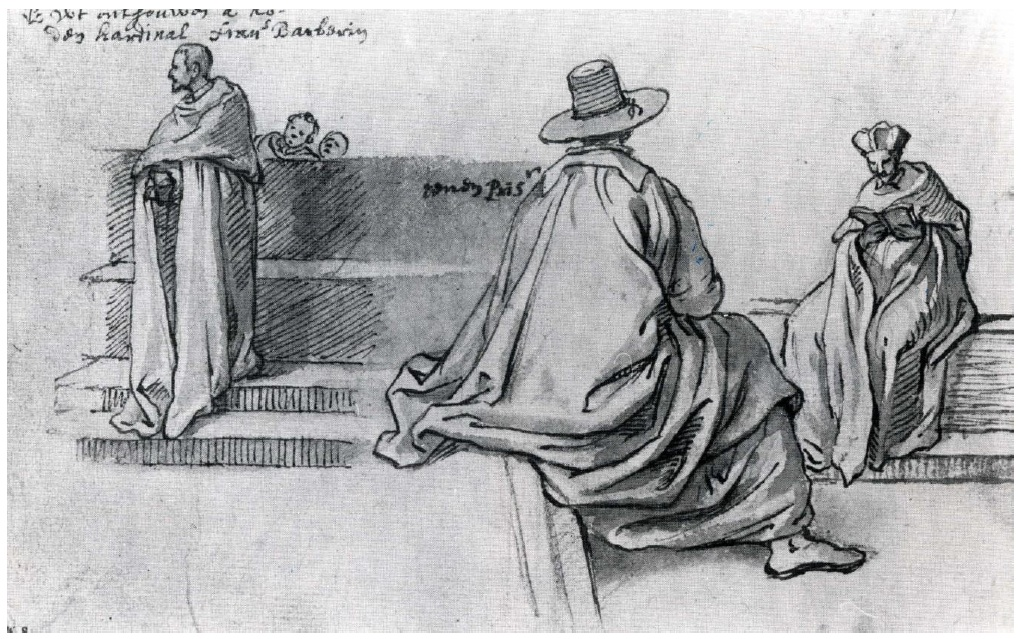
«Замальовка різних фігур і кардинал Барберіні», бл. 1636 р.
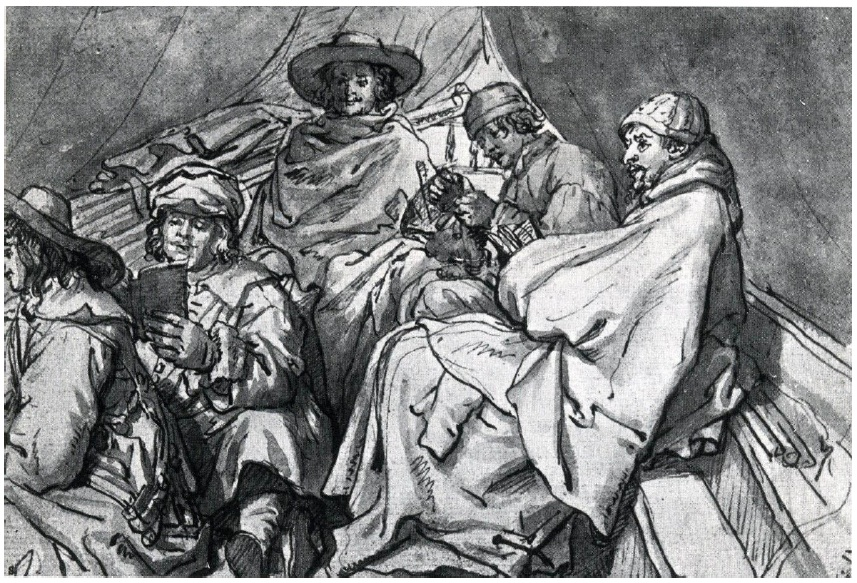
«Подорожні в човні», бл. 1636 р.
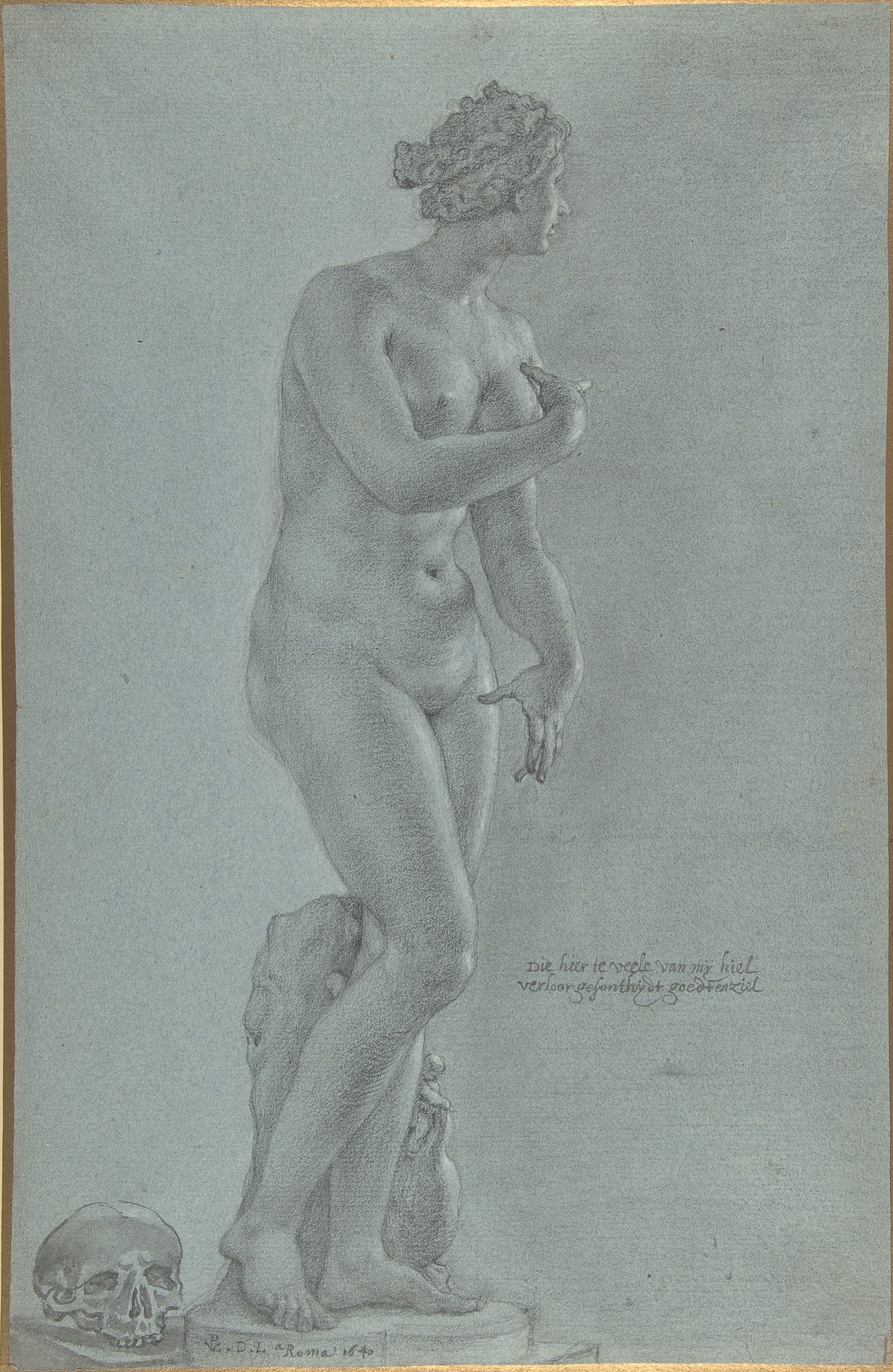
«Венера Медічі»
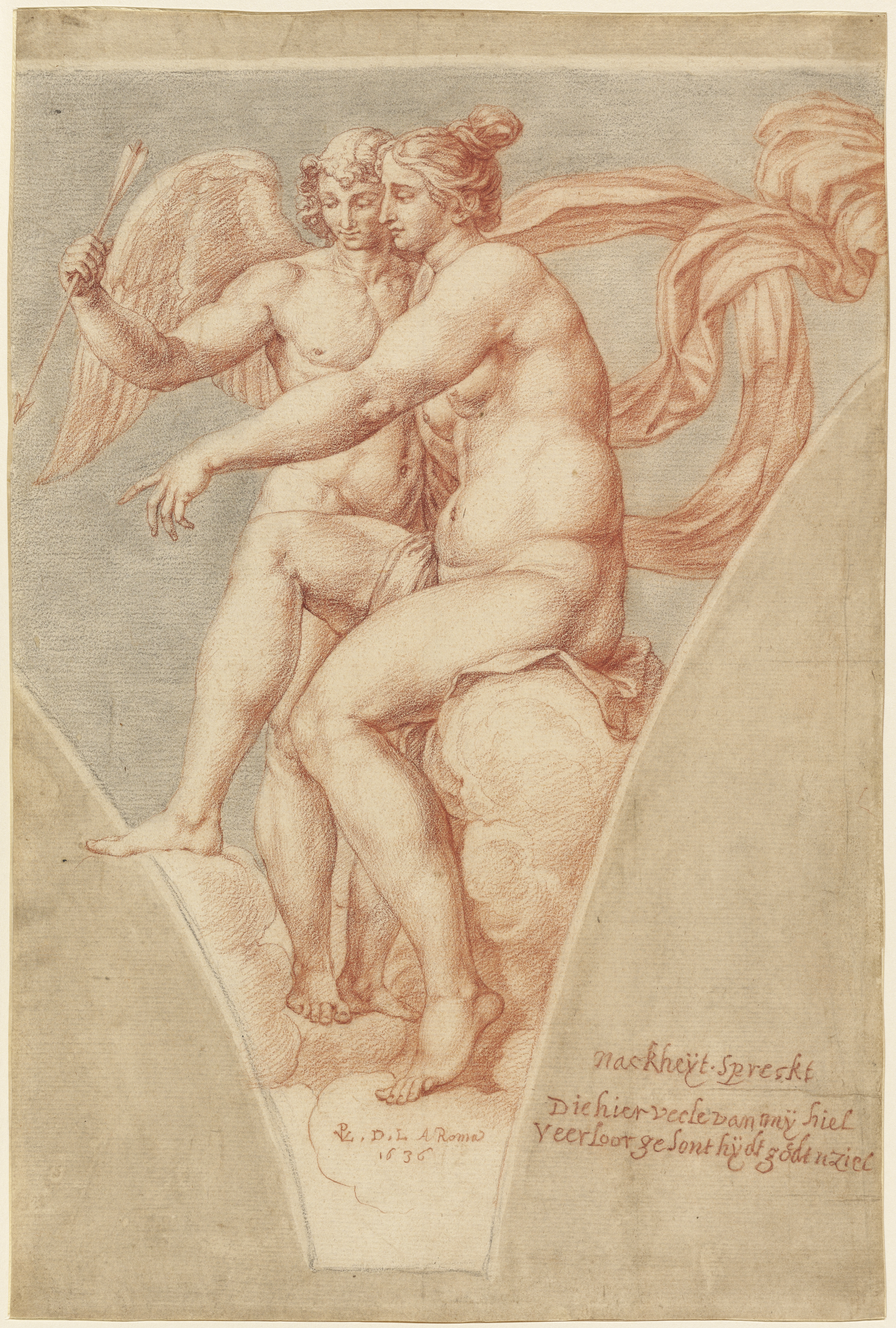
«Венера і Амур» , копія твору Рафаеля Санті

## Барокові алегорії і міфологічні карини

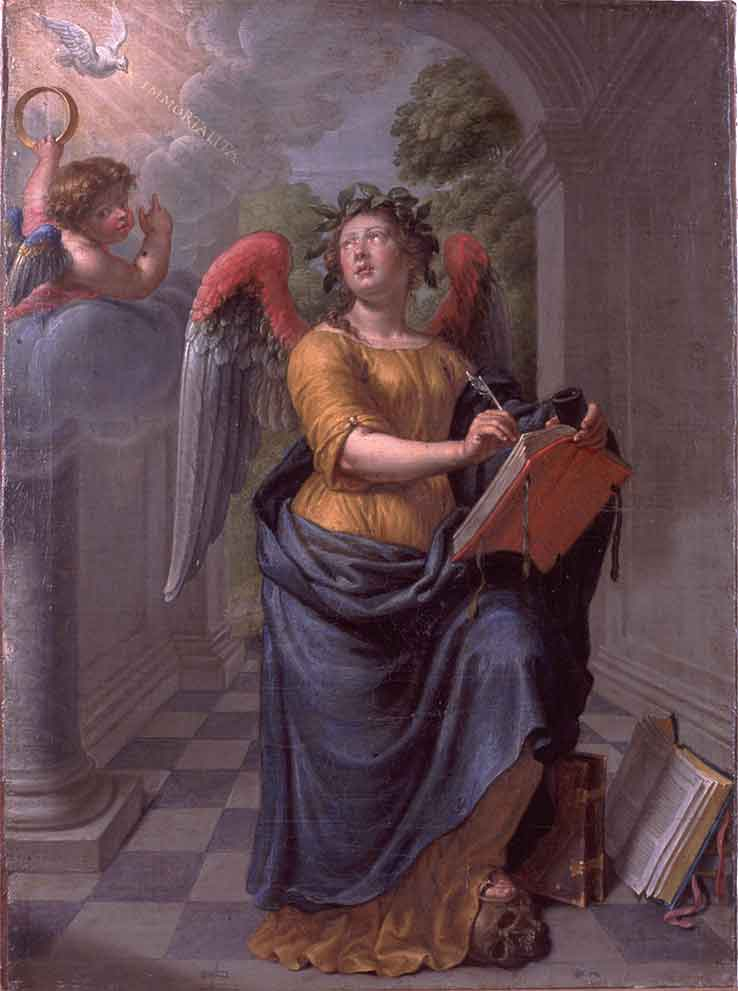
«Алегорія безсмертя»
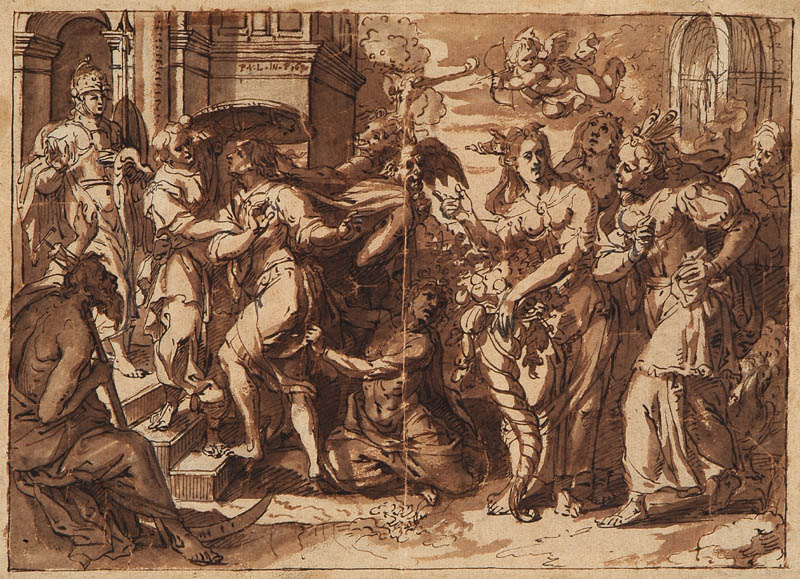
«Ворота мудрості», малюнок
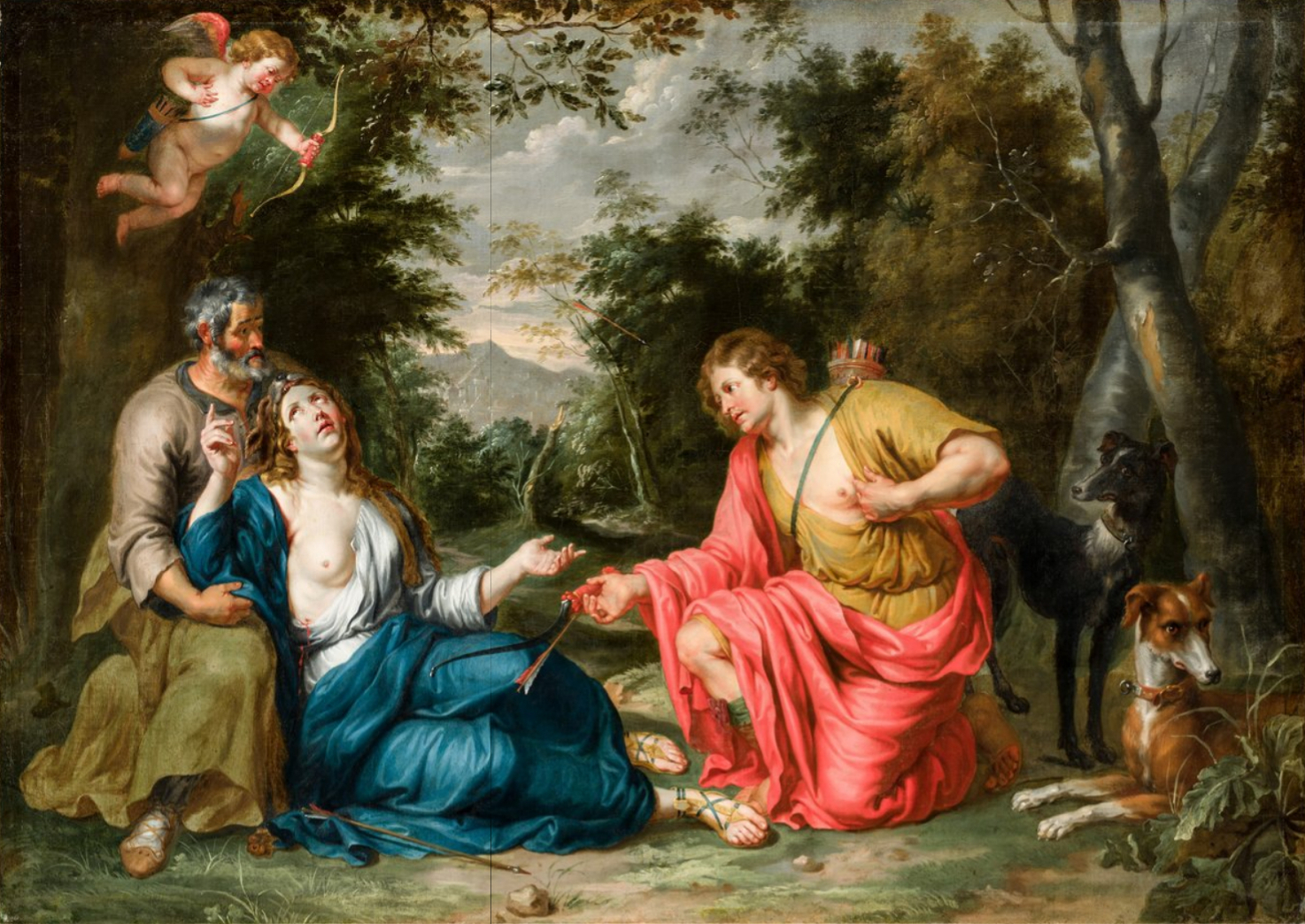
«Сільвіо і Дорінда»
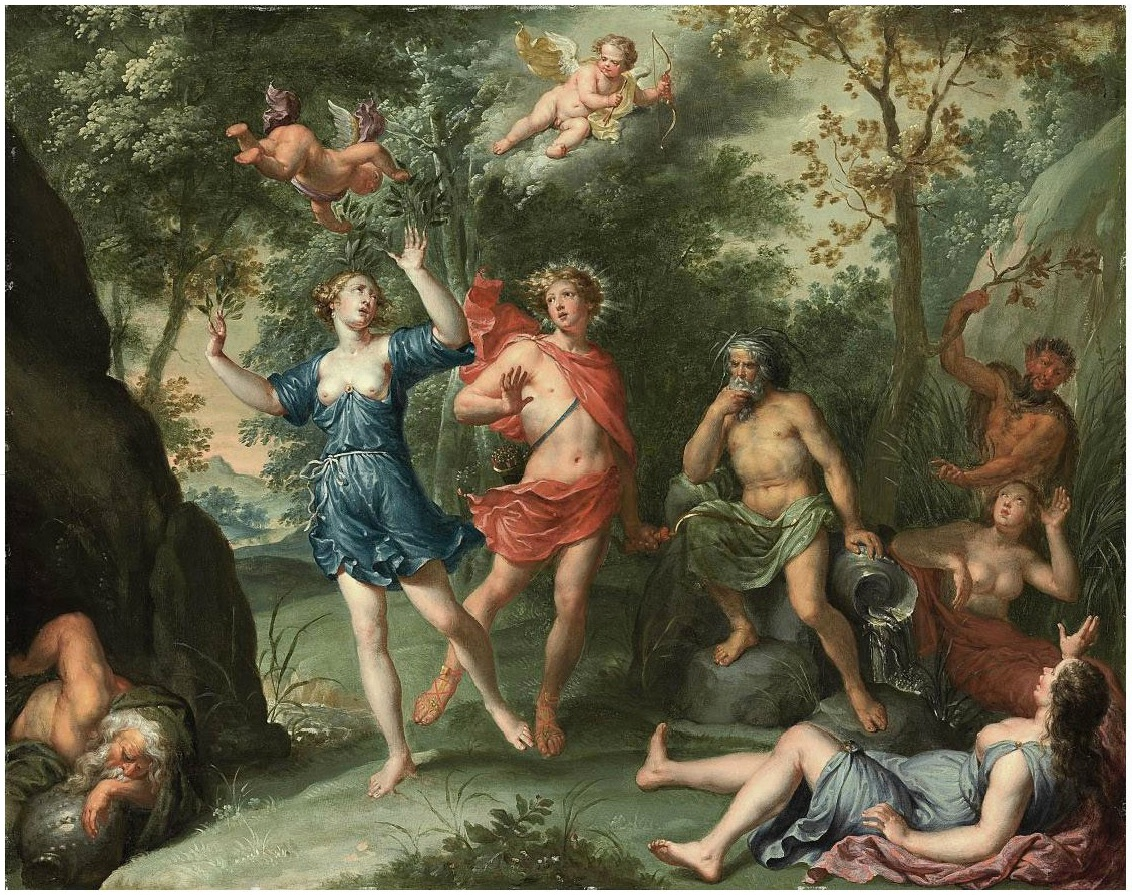
« Аполлон і Дафна»

## Релігійний живопис

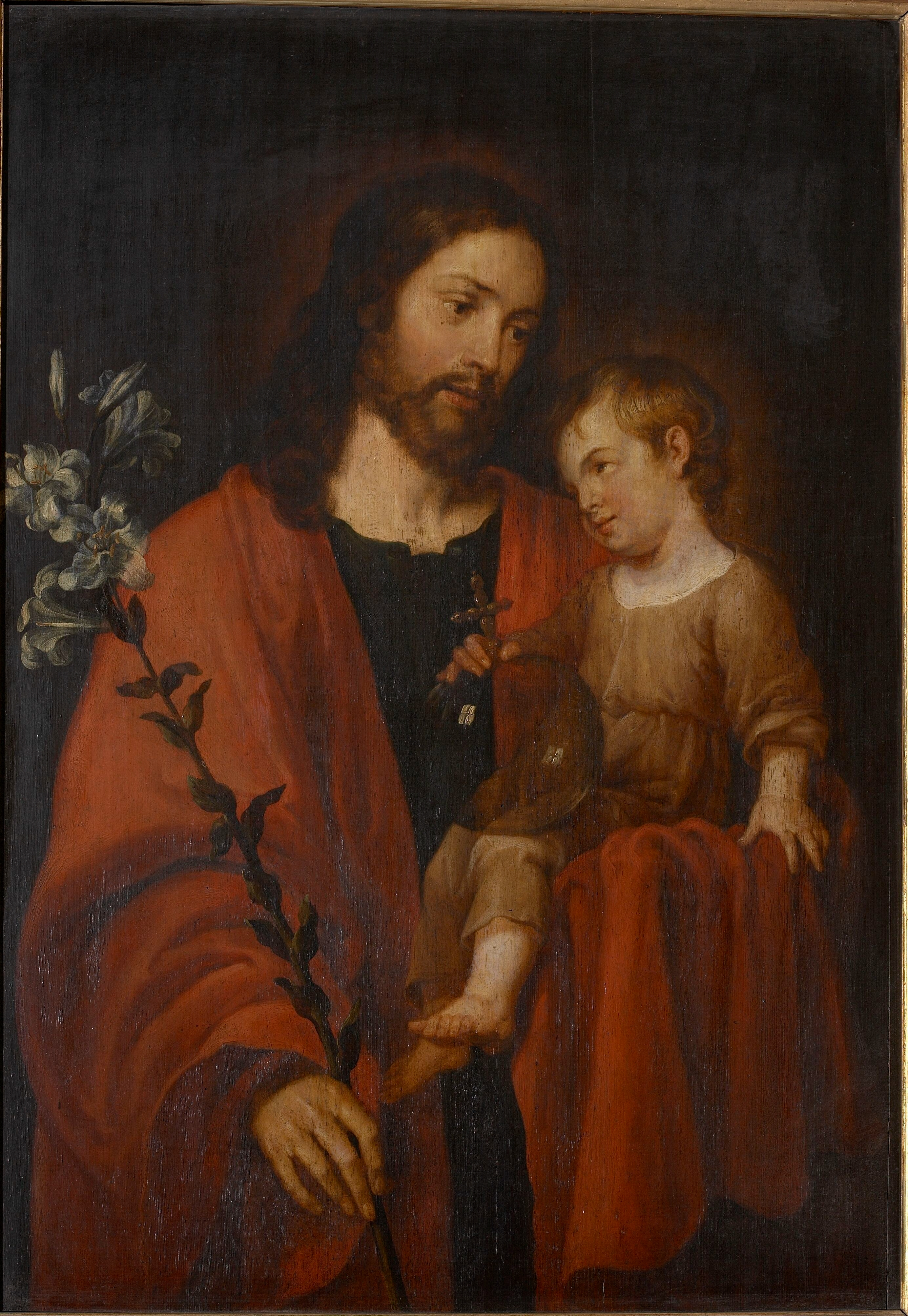
«Св. Йосип і малюк Христос», Семінарія, Мехелен
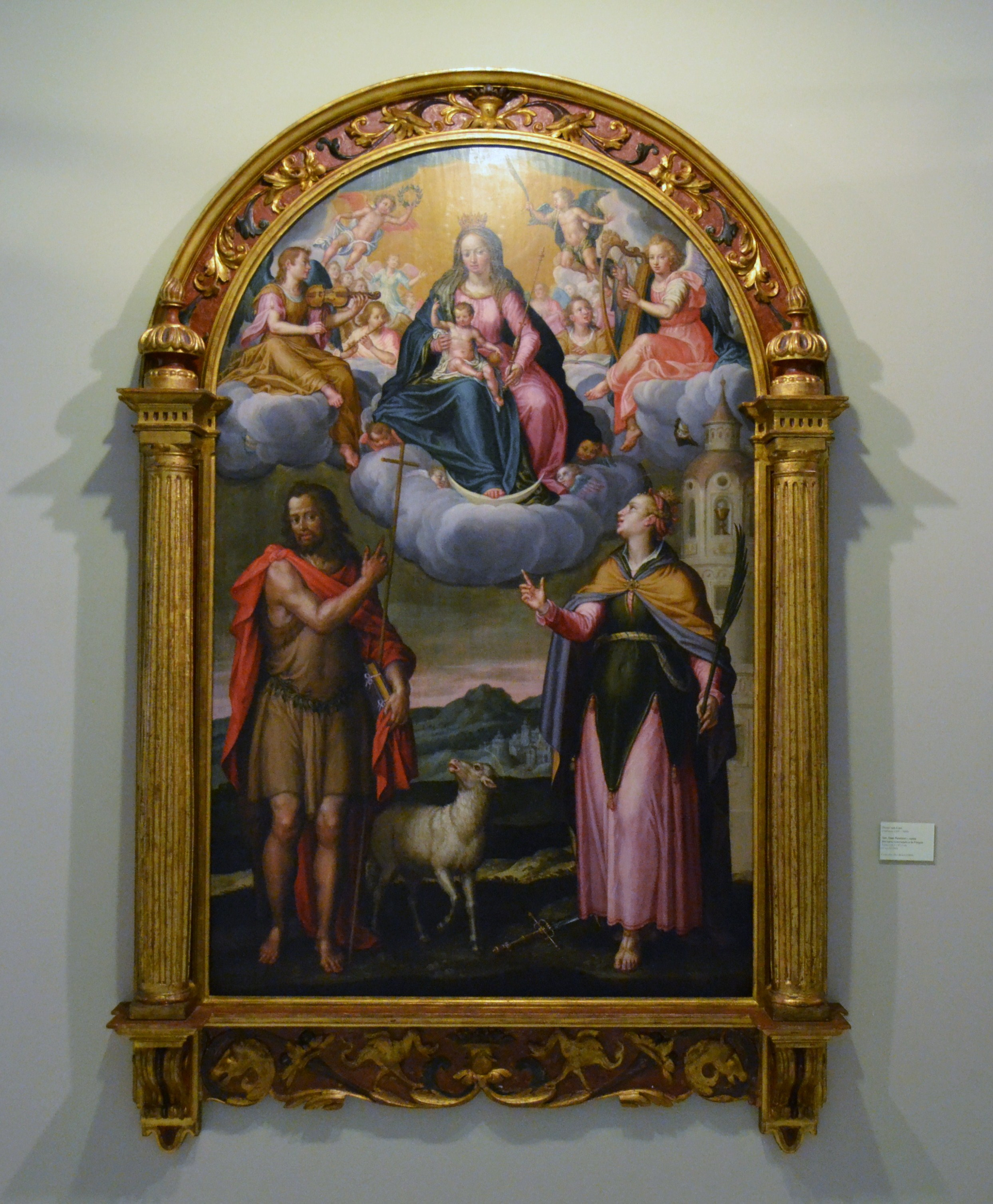
«Іван Хреститель і св. Варвара перед мадоною з немовлям»
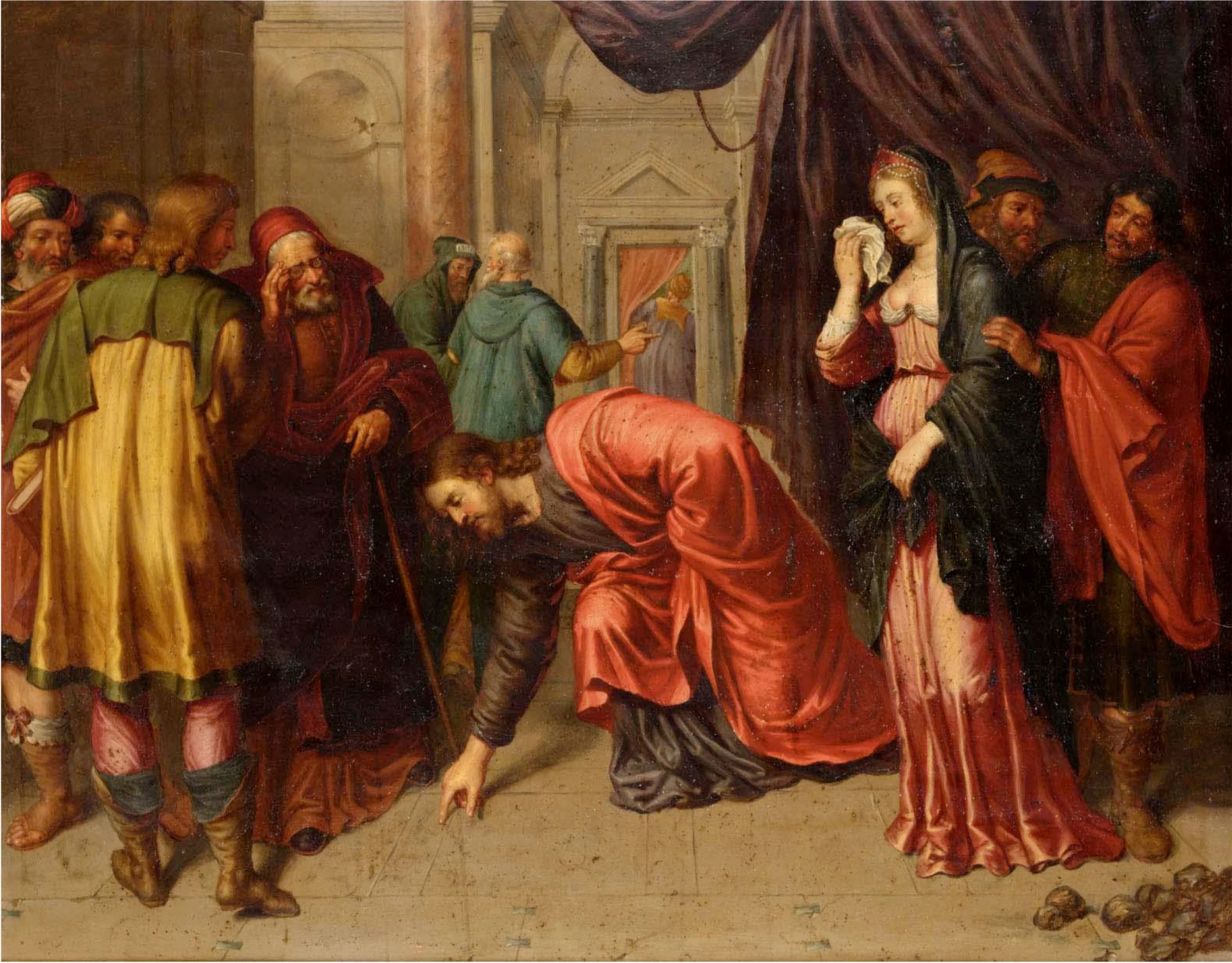
«Христос і грішниця, захоплена в блуді»
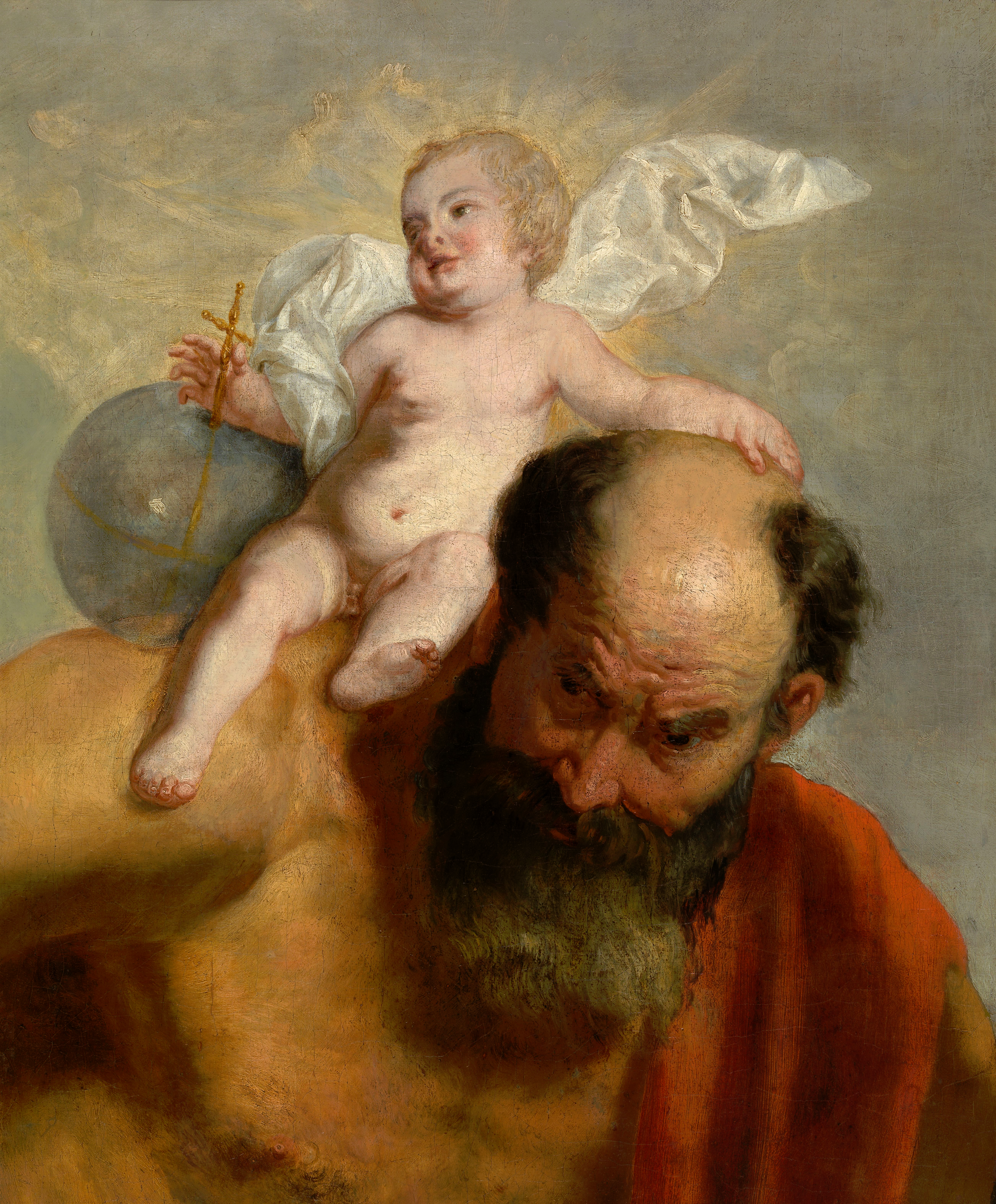
«Св. Христфор»